# Unihockey-Weltmeisterschaft der Frauen 2013/Qualifikation
Zur 9. Unihockey-Weltmeisterschaft der Frauen 2013 im tschechischen Brünn und Ostrava wurden mehrere Qualifikationsturniere ausgetragen. Während die besten fünf Mannschaften der Weltmeisterschaft 2011 sich direkt qualifizierten, wurden die restlichen elf Plätze in Qualifikationsturnieren ausgespielt.

## Turniere und qualifizierte Mannschaften
| Vorqualifiziert WM in St. Gallen | Europa 1 Turnier in Valmiera | Europa 2 Turnier in Babimost | Asien/Ozeanien Turnier in Pocheon City | Amerika Turnier in Markham |
| -------------------------------- | ---------------------------- | ---------------------------- | -------------------------------------- | -------------------------- |
| Schweden                         | Lettland                     | Polen                        | Australien                             | Kanada                     |
| Finnland                         | Slowakei                     | Russland                     | Japan                                  |                            |
| Tschechien                       | Dänemark                     | Ungarn                       | Südkorea                               |                            |
| Schweiz                          | Deutschland                  |                              |                                        |                            |
| Norwegen                         |                              |                              |                                        |                            |

## Amerika
Kanada und die Vereinigten Staaten beteiligten sich an der Qualifikation in Amerika. Die beiden Teams trafen in zwei Spielen am 1. und 2. Februar 2013 im kanadischen Markham (Ontario) aufeinander. Kanada gewann mit 7:4 und 2:1 und qualifizierte sich damit für die Weltmeisterschaften. 
| Land               | Sp | S | U | N | + | - | Pkt |
| ------------------ | -- | - | - | - | - | - | --- |
| Kanada             | 2  | 2 | 0 | 0 | 9 | 5 | 4   |
| Vereinigte Staaten | 2  | 0 | 0 | 2 | 5 | 9 | 0   |

Legende: Qualifikation zur Weltmeisterschaft 2013

## Asien/Ozeanien
Die Qualifikation für den Raum Asien und Ozeanien fand vom 21. bis 23. Februar 2013 im südkoreanischen Pocheon statt. Australien, Japan und Südkorea qualifizierten sich für die Weltmeisterschaft, während Singapur am im Vergleich zu Südkorea schlechteren Torverhältnis scheiterte.
| Land       | Sp | S | U | N | +  | -  | Pkt |
| ---------- | -- | - | - | - | -- | -- | --- |
| Australien | 3  | 3 | 0 | 0 | 19 | 4  | 6   |
| Japan      | 3  | 2 | 0 | 1 | 13 | 4  | 4   |
| Südkorea   | 3  | 0 | 1 | 2 | 4  | 14 | 1   |
| Singapur   | 3  | 0 | 1 | 2 | 3  | 17 | 1   |

Legende: Qualifikation zur Weltmeisterschaft 2013

## Europa
Zwölf Mannschaften nahmen an den beiden Qualifikationsturnieren für den Raum Europa teil. Es qualifizierten sich die jeweils besten drei jeder Gruppe sowie der beste Gruppenvierte.

### Gruppe 1
Die Europagruppe 1 wurde vom 29. Januar bis 2. Februar im lettischen Valmiera ausgespielt. Norwegen, die Slowakei und Dänemark qualifizierten sich direkt. Deutschland qualifizierte sich ebenfalls dank eines besseren Torverhältnisses im Vergleich zu den Niederlanden. 
| Land        | Sp | S | U | N | +  | -  | Pkt |
| ----------- | -- | - | - | - | -- | -- | --- |
| Lettland    | 5  | 5 | 0 | 0 | 33 | 7  | 10  |
| Slowakei    | 5  | 3 | 1 | 1 | 28 | 10 | 7   |
| Dänemark    | 5  | 2 | 2 | 1 | 24 | 18 | 6   |
| Deutschland | 5  | 2 | 0 | 3 | 23 | 15 | 4   |
| Estland     | 5  | 1 | 1 | 3 | 16 | 22 | 3   |
| Italien     | 5  | 0 | 0 | 5 | 8  | 60 | 0   |

Legende: Qualifikation zur Weltmeisterschaft 2013, Qualifikation zur Weltmeisterschaft 2013 als bester europäischer Gruppenvierter

### Gruppe 2
Die Europagruppe 2 trug ihre Spiele vom 30. Januar bis 3. Februar 2013 im polnischen Babimost aus. Neben dem Gastgeber Polen qualifizierten sich auch Russland und Ungarn. Die Niederlande verpasste die Qualifikation durch eine schlechtere Tordifferenz im Vergleich zu Deutschland in der Gruppe 1.
| Land        | Sp | S | U | N | +  | -  | Pkt |
| ----------- | -- | - | - | - | -- | -- | --- |
| Polen       | 5  | 5 | 0 | 0 | 32 | 7  | 10  |
| Russland    | 5  | 4 | 0 | 1 | 37 | 13 | 8   |
| Ungarn      | 5  | 1 | 2 | 2 | 15 | 21 | 4   |
| Niederlande | 5  | 1 | 2 | 2 | 14 | 24 | 4   |
| Spanien     | 5  | 1 | 1 | 3 | 11 | 31 | 3   |
| Slowenien   | 5  | 0 | 1 | 4 | 10 | 23 | 1   |

Qualifikation zur Weltmeisterschaft 2013